# Latreilles Schwarzspinne
Latreilles Schwarzspinne (Zelotes latreillei), auch als Anspruchslose Schwarzspinne oder Latreilles Eiferer bezeichnet, ist eine Spinne aus der Familie der Plattbauchspinnen (Gnaphosidae). Die Art ist paläarktisch verbreitet.

## Merkmale

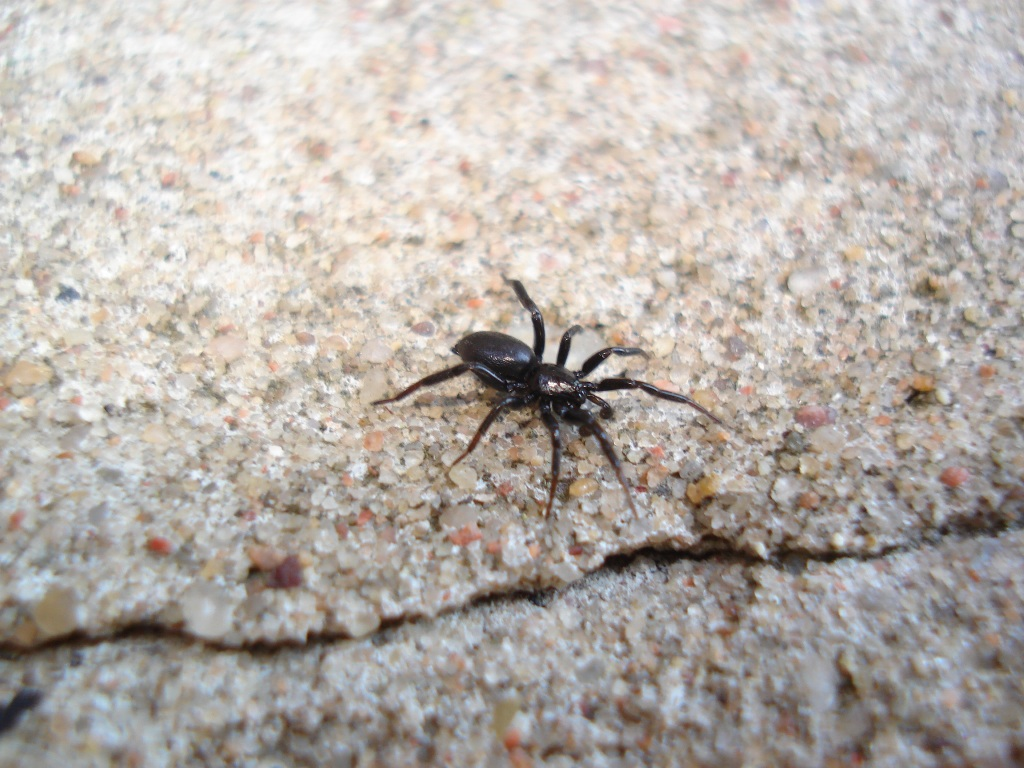
Männchen

Das Weibchen von Latreilles Schwarzspinne erreicht eine Körperlänge von 5,3 bis 9,5 und das Männchen eine von 4,5 bis 7,5 Millimetern. Wie alle Glattbauchspinnen hat auch diese Art einen kurzbeinigen und kräftigen Körperbau.
Die Grundfärbung von Latreilles Schwarzspinne reicht von dunkel rotbraun bis braunschwarz. Die Femora (Schenkel) des ersten Beinpaares sind je mit einem hellen und gelben Fleck versehen und die Tarsen (Fußglieder) erscheinen allesamt heller. Das Opisthosoma (Hinterleib) des Männchens ist mit einer Cuticula versehen.

### Ähnliche Arten

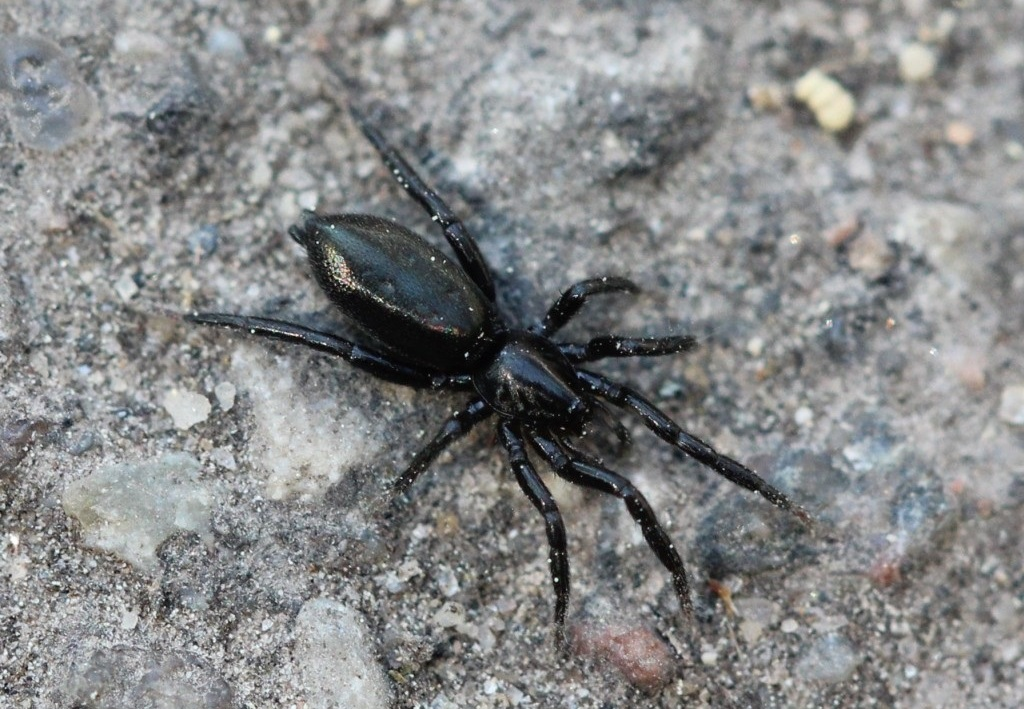
Weibchen der Gewöhnlichen Schwarzspinne (Zelotes subterraneus)

Innerhalb der Gattung der Schwarzspinnen (Zelotes) gibt es viele sich einander ähnelnde Arten, die dann lediglich durch genitalmorphologische Merkmale von latreilles Schwarzspinne sicher unterschieden werden können. Ein Beispiel wäre die ebenfalls weit verbreitete und häufige Gewöhnliche Schwarzspinne (Z. subterraneus).

## Vorkommen

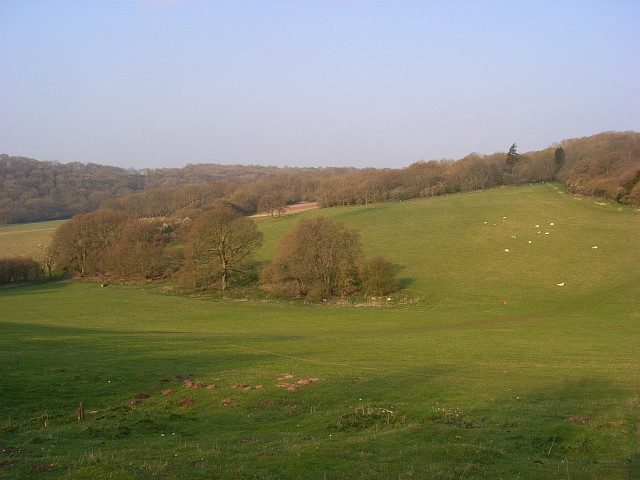
Mitunter werden die englischen Downs, hier in der britischen Grafschaft Hampshire von Latreilles Schwarzspinne bewohnt.

Das Verbreitungsgebiet von Latreilles Schwarzspinne erstreckt sich über Europa, die Türkei, Kaukasien, Russland und Kasachstan bis Südsibirien.
Als Habitate werden von der Art trockene und feuchte Lebensräume aller Art genauso genommen wie lichte Flächen und Wälder sowie Moore. Allerdings werden offene Areale wie Heiden und besonders die in England vorhandenen Downs allem Anschein nach gegenüber den anderen Biotopen bevorzugt. Latreilles Schwarzspinne lebt vornehmlich im Tiefland  und kann bis zu einer Höhe von etwa 700 Metern über dem Meeresspiegel angetroffen werden.

### Bedrohung und Schutz
Latreilles Schwarzspinne ist aufgrund ihrer Anpassungsfähigkeit in vielen Gebieten häufig, wenn es geeignete Habitate gibt. In der Roten Liste gefährdeter Arten Tiere, Pflanzen und Pilze Deutschlands wird die Art als „ungefährdet“ eingestuft und genießt deshalb keinen Schutz. Der globale Bestand der Schwarzen Glattbauchspinne wird von der IUCN nicht gewertet.

## Lebensweise

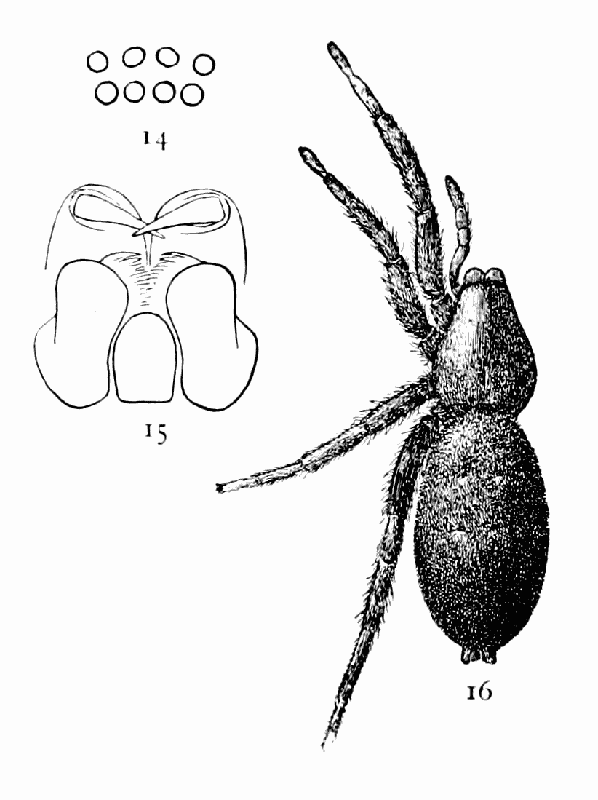
Schema eines Weibchens mitsamt der Augenstellung und der Ventralansicht des Bereichs zwischen Labium (Unterlippe) und Cheliceren (Kieferklauen), Ausschnitt aus The Common Spiders of the United States von Ginn & Company. Boston. (1902).

Latreilles Schwarzspinne ist wie alle Schwarzspinnen (Zelotes) und auch wie viele Glattbauchspinnen (Gnaphosidae) vorwiegend nachtaktiv und versteckt sich tagsüber unter Steinen, Gehölz o. Ä., wo sie wie alle Glattbauchspinnen ein Wohngespinst anfertigt und sich in diesem zu dieser Zeit bevorzugt aufhält. Vermehrt ist Latreilles Schwarzspinne an sonnigen Tagen aber auch tagsüber aktiv und läuft dann über den Boden.
Ebenso legt Latreilles Schwarzspinne wie alle Glattbauchspinne kein Spinnennetz für den Beutefang an, sondern erlegt als Lauerjäger ihre Beutetiere, die in einem Sprung gepackt und gleichzeitig gebissen werden. Ein von der Spinne gesponnener Faden hindert Beutetiere an der Flucht.

### Phänologie und Fortpflanzung
Die Phänologie (Aktivitätszeit) umfasst bei Latreilles Schwarzspinne das ganze Jahr, wobei ausgewachsene Exemplare beider Geschlechter am häufigsten vom späten Frühling bis zum Herbst anzutreffen sind. Einige Zeit nach der Paarung fertigt das Weibchen einen wie bei allen Schwarzspinnen (Zelotes) diskusförmigen und weißen oder rosafarbenen Eikokon an, der vom Weibchen bis zum Schlupf bewacht wird.

## Systematik
Latreilles Schwarzspinne erfuhr mehrere Umbenennungen und Umstellungen und wurde bei ihrer Erstbeschreibung von Eugène Simon 1878 Prosthesima latreillei genannt, ehe sich 1914 durch eine Umstellung in die Gattung Zelotes durch denselben Autor der wissenschaftliche Name Zelotes latreillei ergab. Latreilles Schwarzspinne hat mehrere Synonyme, diese lauten:
- Prosthesima petiverii Bösenberg, 1902
- Prosthesima atra Bösenberg, 1902
- Zelotes egregius Simon, 1914